# Central Railroad of Pennsylvania
 (janvier 2022).
Le Central Railroad of Pennsylvania (sigle de l'AAR: CRP) était un chemin de fer américain de classe I qui résultait d'une tentative du Central Railroad of New Jersey visant à éviter certaines taxes du New Jersey sur ses lignes situées en Pennsylvanie. Il apparut en 1946, mais par suite de l'échec de cette évasion fiscale, sa maison mère le fusionna dès 1952.

## Histoire
La plupart des extensions du Central Railroad of New Jersey (CNJ) en Pennsylvanie furent construites par le Lehigh and Susquehanna Railroad et louées par le CNJ depuis 1871. 
Dans les années 1940, le CNJ cherchait à éviter certaines taxes du New Jersey sur ses lignes posées en Pennsylvanie. Le Easton and Western Railroad, un petit embranchement à l'est de Easton, fut renommé Central Railroad of Pennsylvania, et toutes les lignes louées par le CNJ en Pennsylvanie (construites par L&S) lui furent transférées. La nouvelle compagnie commença son exploitation le 5 août 1946, et reliait Easton à Scranton. Au même moment, le logo du CNJ qui était Central Railroad Company of New Jersey, fut changé en Jersey Central Lines. 
Mais cet arrangement fut cassé par la cour, et en 1952, le CRP fut réintégré au CNJ. 
En 1972, les lignes du CNJ en Pennsylvanie, correspondant à l'ex CRP, furent vendues au Lehigh Valley Railroad.

### Source
"Railfan.net Forums - Reporting Marks Question"